# Шавишвили, Михаил Калистович
Михаил Калистович Шавишвили (груз. მიხეილ კალისტრატეს ძე შავიშვილი, 2 сентября 1894 года, Озургети — 5 октября 1958 года, Тбилиси) — грузинский советский архитектор, заслуженный деятель искусств Грузинской ССР, член-корреспондент Академии строительства и архитектуры СССР.

## Биография
Окончил Инженерно-строительный институт в Тбилиси (1931), с 1931 года преподавал в нём, читал лекции, с 1951 по 1955 год заведующий кафедрой архитектуры.
В 1950 году избран членом-корреспондентом Академии архитектуры СССР, а в 1956 году — Академии строительства и архитектуры СССР.
С 1934 года — член правления, а в 1945—1947 годах — председатель правления Союза архитекторов Грузии, в 1950 году был избран депутатом Тбилисского городского Совета, а в 1951 году — депутатом Верховного Совета Грузинской ССР

## Известные работы
Дом правительства Юго-Осетинской автономной области,
Административные здания в городах Кутаиси и Гори,
Дом культуры Зестафонского ферросплавного завода,
Здание и жилой посёлок завода шампанских вин в Тбилиси,
Театр в г. Кутаиси,
Жилые дома специалистов в Тбилиси,
Новые корпуса Тбилисского государственного университета,
Тбилисский медицинский институт
Грузинский политехнический институт,
Жилые посёлки Кутаисского автозавода